# 潜口汪氏
潜口汪氏是明清时代著名的汪姓家族，起源于安徽省黄山市歙县潜口镇潜口村。

## 历史
潜口汪氏自宋代迁入，名人辈出。历代科举进士30余人。明清时期，潜口望族汪姓多在兩淮從事鹽業。清代，徽商官商合一，几乎垄断了两淮盐业。两淮的盐务总商大多来自歙县西乡的盐商世家，其中包括潜口汪氏和稠墅汪氏。

## 名人
- 汪沅（1622—1690年），金紫祠84世裔，扬州业盐，筑“水香园”
- 汪应庚（1680—1742），字上章，号云谷，扬州两淮盐务总商、大慈善家。在扬州出资修平山堂、栖灵寺、五烈祠等。以热心公益著称，设立粥厂赈济灾民，在扬州和徽州修学宫[2][3]，捐建石桥，在潜口建石坊。又工诗及书法，是《平山揽胜志》的编辑者。雍正十一年，汪应庚授“光禄寺少卿”[4]。
- 汪起，汪应庚之子，剜股为父疗病，被奉为“至孝”的典范，于雍正六年授刑部湖广司郎中[5]。
- 汪立德、汪秉德，汪应庚之孙，好义如风，乐施不倦。

## 遗产
汪氏经商致富后，为了荣宗耀祖，在潜口兴建了不少规模宏大的祠堂、庙宇和住宅。

### 徽州
- 祠堂：汪氏在潜口街先后建有30多座大小不同的祠堂，俗称为“祠堂街”。
  - 金紫祠：于1601年竣工，俗称“金銮殿”，有“越国世家”、“汪氏家庙”、“保障六州”等匾额。
- 牌坊：
  - 恩褒四世坊，立于清乾隆五年（1740年），旌表汪应庚一家四代。背面匾额刻“卿月郎星”4字，分别指汪应庚和其子汪起的官职“光禄寺少卿”和“刑部湖广司郎中”。
- 下尖塔
- 园林：
  - “水香园”：又名紫霞山庄，是潜口汪金紫祠84世裔汪沅（1622—1690年）家别业，后出售给汪应庚。二人均居扬州。园中亭台楼阁有霞山草堂、索笑轩、碧汜楼，错落有致。清咸丰年间毁于兵火，1984年将原散于潜口、许村等地多座明清建筑集中于此保护。
  - “桃花园”。
- 新福桥：建于成化五年（1469年）重阳月初四日，跨阮溪

### 扬州
汪应庚重修大明寺庭院西侧平山堂，修建西园、平楼、万松亭等园林和亭台，发现“天下第五泉”。